# Parodia aureicentra
Parodia aureicentra är en kaktusväxtart som beskrevs av Curt Backeberg. Parodia aureicentra ingår i släktet Parodia och familjen kaktusväxter. Inga underarter finns listade i Catalogue of Life.

## Bildgalleri

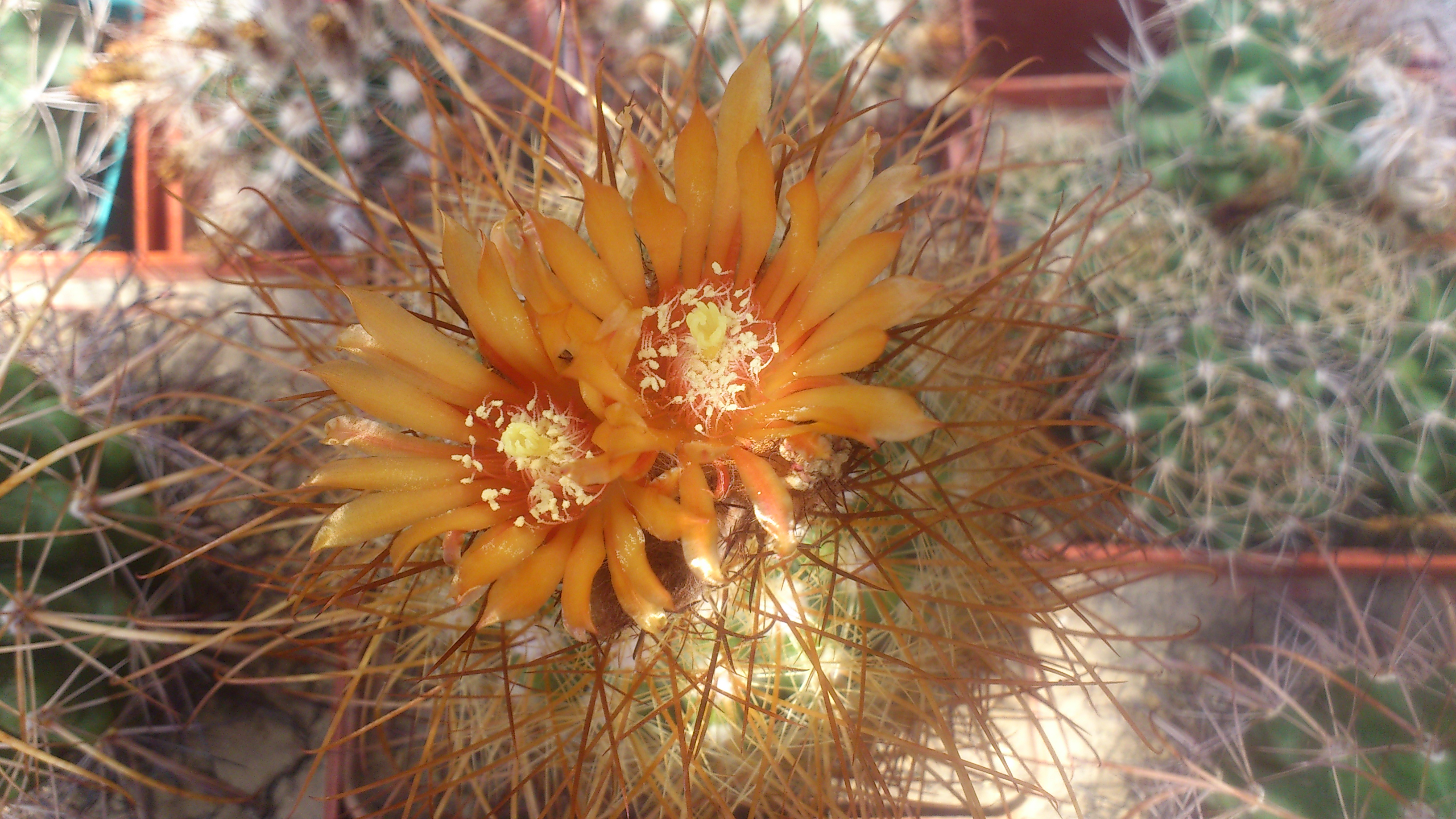